# Jos Margry
Josephus Cornelius Franciscus (Jos) Margry (Rotterdam, 7 februari 1888 - aldaar, 20 maart 1982) was een Nederlands architect. Hij ontwierp woningen, winkels, kantoren, ziekenhuizen en kerken.

## Leven en werk
Jos was de zoon van Albert Margry. Hij studeerde aan de Technische Hogeschool in Delft. Toen in 1911 zijn vader, architect Albert Margry, plotseling overleed brak hij zijn studie Bouwkunde af omdat hij gedwongen was per direct de dagelijkse leiding van het bureau Margry in Rotterdam over te nemen. Een aantal lopende grote opdrachten, waaronder de Onze Lieve Vrouwekerk in Helmond, moesten tot een goed einde worden gebracht. Vervolgens kon hij zijn eigen architectuurlijn gaan uitzetten. Hij zou in totaal een 13-tal kerken ontwerpen. Via de band met de Rotterdamse zakenman Joannes Petrus Grewen, die een deel van zijn kapitaal aanwendde om kerken gewijd aan Sint Antonius van Padua te realiseren, dankte Margry, een aantal kerkbouwopdrachten. Zo ontwierp hij Antonius van Paduakerken in onder andere Keldonk, Tilburg, Eindhoven en Nijmegen en maakte een ontwerp voor de kerk van de Heilig Landstichting (Cenakelkerk) naast en samen met Jan Stuyt. Verder zijn van zijn hand onder meer de kerken van Ewijk en De Zilk. Margry werkte voor wat de kerkenbouw betreft in zowel de neogotische als in de neoromaanse stijl, zijn latere ontwerpen van woningen, winkels en andere gebouwen, zijn eerder modernistisch.
Drie van zijn zoons, Jan, Fons en Joost, zouden ook in de architectuur (en stedenbouw) terecht komen.

## Bouwwerken
| Bouw      | Naam                                                                   | Plaats               | Bijzonderheden                                            | Afbeelding |
| --------- | ---------------------------------------------------------------------- | -------------------- | --------------------------------------------------------- | ---------- |
| 1911-1913 | Hoefstraatkerk                                                         | Tilburg              | Ontwerp door Albert Margry, voltooid door Jos Margry      |            |
| 1915-1928 | O.L.V. ten Hemelopnemingkerk                                           | Helmond              | Ontwerp door Albert Margry, voltooid door Jos Margry      |            |
| 1912      | Antonius van Paduakerk                                                 | Keldonk              |                                                           |            |
| 1912      | Antonius van Paduakerk                                                 | Loosbroek            |                                                           |            |
| 1912-1913 | Franciscus van Assisikerk                                              | Rotterdam            | Afgebroken in 1975                                        |            |
| 1913      | Antonius van Paduakerk                                                 | Biest-Houtakker      |                                                           |            |
| 1913-1914 | Onze Lieve Vrouw van Lourdeskerk                                       | Rotterdam            | Met Paul Biesta. Door oorlogshandelingen verwoest in 1940 |            |
| 1913-1915 | Cenakelkerk                                                            | Heilig Landstichting | Gezamenlijk ontwerp met Jan Stuyt                         |            |
| 1916-1917 | Antonius van Paduakerk                                                 | Nijmegen             |                                                           |            |
| 1916-1917 | Johannes de Doperkerk                                                  | Ewijk                |                                                           |            |
| 1919-1920 | Heilig-Hart-van-Jezuskerk                                              | De Zilk              | Uitbreiding 1922, toren uit 1928                          |            |
| 1921-1922 | Liduinakerk                                                            | Haarlem              | In 1993 verbouwd en hernoemd tot Adelbertuskerk           |            |
| 1922-1923 | Barbarakerk                                                            | Rotterdam            | Afgebroken in 1977                                        |            |
| 1924      | Nicolaaskerk                                                           | Rotterdam            | Afgebroken                                                |            |
| 1925      | Bewaarschool Sint-Theresia, Van Meursstraat                            | Rotterdam            | Afgebroken                                                |            |
| 1927-1928 | Complex met twee scholen en zusterhuis Stella Maris, Mathenesserstraat | Rotterdam            |                                                           |            |
| 1929      | Stadhuis                                                               | Schipluiden          | In gebruik als stadhuis tot 2013                          |            |
| 1929-1930 | Klooster Regina Pacis met twee scholen                                 | Rotterdam            | Verwoest bij bombardement 1943                            |            |
| 1930-1931 | Adrianuskerk                                                           | Naaldwijk            |                                                           |            |
| 1938      | R.-K. Lyceum voor meisjes Maria Virgo                                  | Rotterdam            | Pand wordt in 2017-2018 verbouwd tot appartementencomplex |            |

## Publicaties en bronnen
- Bibliotheek voor de moderne Hollandse architectuur, dl. 5, afl. 2: Jos. Margry - Architect te Rotterdam (Rotterdam: G. Schueler, 1918).
- Rotterdams Jaarboekje 1983
- Architects: E.J. Margry (1841-1891) and associates
- Jos Margry - Reliwiki